# Lipoproteina lipasi
La lipoproteina lipasi, lipasi lipoproteica o LPL è un enzima presente sulla membrana cellulare rivolto verso l’esterno, è in particolare presente sull'endotelio capillare.

## Caratteristiche
La funzione delle LPL è quella di idrolizzare i trigliceridi provenienti dalle lipoproteine VLDL, IDL e HDL e dai chilomicroni e di produrre acidi grassi e glicerolo, i quali poi successivamente potranno entrare nella cellula ed essere ossidati tramite beta ossidazione (muscolo scheletrico e cardiaco) oppure essere risintetizzati in trigliceridi nel tessuto adiposo ed essere accumulati.
Di questo enzima vi sono due isoenzimi:
- uno nel muscolo scheletrico e cardiaco;
- uno nel tessuto adiposo.

La differenza sta nella sua regolazione e nella costante di Michaelis-Menten che è molto più elevata in quella del tessuto adiposo. L'isoenzima del tessuto adiposo è attivato dall'insulina (cioè l'insulina concorre nella trascrizione dell'mRNA e nella successiva traduzione e nella sua glicosilazione), così la mancanza di insulina fa sì che venga meno l'idrolisi del trigliceride e l'entrata degli acidi grassi nel tessuto adiposo. L'isoenzima del muscolo scheletrico è invece inibito dall'insulina, ma attivato dal glucagone e dall'adrenalina, in tal modo concorre nell'ossidare gli acidi grassi dei trigliceridi contenuti nelle lipoproteine LDL e nell'utilizzo di tali sostanze come fonte energetica.

## Funzionamento
La LPL riconosce l’apolipoproteina ApoC2 del chilomicrone, che viene bloccato così che l’enzima possa scindere i trigliceridi contenuti in acidi grassi e glicerolo. La LPL ha la capacità di scindere anche il legame in C2 col glicerolo, che non può invece essere tagliato dalla lipasi salivare e pancreatica. Gli acidi grassi vengono quindi riversati nel torrente circolatorio ed entrano nelle cellule limitrofe attraverso FABP. Quando il chilomicrone si è svuotato allora viene sganciato e prende il nome di chilomicrone remnant, contenente solo apolipoproteine, glicerofosfolipidi e colesterolo, e va al fegato dove verrà riconosciuto esponendo ApoE. In questo modo il fegato sa quanto colesterolo è in circolo e regola la sintesi endogena di quest’ultimo.